# Słowik litewski
Słowik litewski – tom poetycki Kazimiery Iłłakowiczówny wydany w 1936.
Tom składa się z czterech cyklów tematycznych:
- Jesienna gruda – powrót do dzieciństwa, opis litewskich krajobrazów, pór roku
- Gromnice – tradycje i obyczaje z obszaru Litwy
- Na nutę ludową – folklor
- Piosenka o Ubożęciu – podania

W tomie obecne są również motywy patriotyczne, religijne, odnoszące się do Józefa Piłsudskiego.